# Alain Resnais
Alain Resnais, (Vannes, 3. lipnja 1922. — Pariz, 1. ožujka 2014.), bio je francuski filmski redatelj.
Resnais je bio jedna od ključnih figura u okvirima francuskog novog vala tijekom 1960-ih. Režirao je preko 50 filmova tijekom svoje redateljske karijere od kojih je najpoznatiji Hiroshima, mon amour iz 1959. Prošle godine na Marienbadu osvaja Zlatnog lava na filmskom festivalu u Veneciji 1961. Bio je aktivan do samog kraja života kada je njegov film Life of Riley proglašen za najinovativniji film na Berlinskom filmskom festivalu 2014., mjesec dana prije nego što je preminuo u dobi od 91 godinu. 

## Vanjske poveznice
- Alain Resnais u internetskoj bazi filmova IMDb-u (engl.)